# Jefferson Valverde
Jefferson Valverde (n. Guayaquil, Ecuador; 4 de mayo de 1999) es un futbolista ecuatoriano. Juega de centrocampista y su equipo actual es Orense de la Serie A de Ecuador.

## Trayectoria
Jefferson se formó en las inferiores de Barcelona Sporting Club, en 2015 jugó en el Club 3E, equipo de la Segunda Categoría de la provincia de Santa Elena, disputó el campeonato provincial y fase nacional en la categoría sub-17. Regresó a Barcelona para integrarse en la categoría sub-18, entre 2018 y 2019 fue parte de la reserva del primer plantel. En 2020 es cedido al equipo filial, Toreros Fútbol Club, que disputó el torneo de Segunda Categoría del Guayas.
En 2020 fue cedido nuevamente a otro equipo de Guayas, el Guayaquil Sport Club, logrando el subcampeonato del torneo provincial de Segunda Categoría y posteriormente fue parte del equipo que quedó campeón de la Segunda Categoría de Ecuador 2020, campeonato correspondiente al tercer nivel de fútbol en el país, esto le valió en ascenso a la Serie B de Ecuador. Fue ratificado en Guayaquil Sport para la campaña en segunda división, En los 13 partidos que disputó anotó dos goles, ambos a Independiente Juniors.
En la temporada 2022 jugó cuatro partidos en Germud Fútbol Club de la Segunda Categoría de Manabí. Ese mismo año fichó por Atlético Santo Domingo de la Serie B, jugó en total 21 partidos en el cuador santodomingueño. Su debut en Serie A de Ecuador fue con El Nacional en 2023 tras firmar por un año, con los rojos tuvo su estreno a nivel internacional, fue en la fase 1 de la Copa Libertadores el 8 de febrero ante Nacional Potosí de Bolivia en la victoria de visitante por el marcador de 6-1.
Tras una destacada campaña en el primer semestre de 2023 donde fue considerado uno de los mejores centrocampistas de la Fase 1 de la LigaPro, varios clubes del país mostraron interés en ficharlo. El 13 de julio se confirmó su fichaje por cuatro temporadas a Liga Deportiva Universitaria.
El 23 de abril de 2024 se anunció su transferencia al Houston Dynamo Football Club de la Major League Soccer de Estados Unidos, siendo esta su primera experiencia internacional.

## Estadísticas

### Clubes
Actualizado al último partido disputado el 26 de julio de 2025.
| Club                                   | Div.          | Temporada     | Liga  | Liga  | Copas nacionales | Copas nacionales | Copas internacionales | Copas internacionales | Total | Total | Total  |
| Club                                   | Div.          | Temporada     | Part. | Goles | Part.            | Goles            | Part.                 | Goles                 | Part. | Goles | Asist. |
| -------------------------------------- | ------------- | ------------- | ----- | ----- | ---------------- | ---------------- | --------------------- | --------------------- | ----- | ----- | ------ |
| Toreros · Ecuador                      | 3.ª           | 2020          | 4     | 0     | —                | —                | —                     | —                     | 4     | 0     | 0      |
| Toreros · Ecuador                      | Total club    | Total club    | 4     | 0     | 0                | 0                | 0                     | 0                     | 4     | 0     | 0      |
| Guayaquil Sport · Ecuador              | 3.ª           | 2020          | 12    | 0     | —                | —                | —                     | —                     | 12    | 0     | 0      |
| Guayaquil Sport · Ecuador              | 2.ª           | 2021          | 13    | 2     | —                | —                | —                     | —                     | 13    | 2     | 0      |
| Guayaquil Sport · Ecuador              | Total club    | Total club    | 25    | 2     | 0                | 0                | 0                     | 0                     | 25    | 2     | 0      |
| Germud · Ecuador                       | 3.ª           | 2022          | 4     | 0     | —                | —                | —                     | —                     | 4     | 0     | 0      |
| Germud · Ecuador                       | Total club    | Total club    | 4     | 0     | 0                | 0                | 0                     | 0                     | 4     | 0     | 0      |
| Atlético Santo Domingo · Ecuador       | 2.ª           | 2022          | 21    | 0     | —                | —                | —                     | —                     | 21    | 0     | 0      |
| Atlético Santo Domingo · Ecuador       | Total club    | Total club    | 21    | 0     | 0                | 0                | 0                     | 0                     | 21    | 0     | 0      |
| El Nacional · Ecuador                  | 1.ª           | 2023          | 15    | 0     | 0                | 0                | 4                     | 0                     | 19    | 0     | 0      |
| El Nacional · Ecuador                  | Total club    | Total club    | 15    | 0     | 0                | 0                | 4                     | 0                     | 19    | 0     | 0      |
| Liga Deportiva Universitaria · Ecuador | 1.ª           | 2023          | 3     | 0     | 0                | 0                | 3                     | 0                     | 6     | 0     | 0      |
| Liga Deportiva Universitaria · Ecuador | 1.ª           | 2024          | 1     | 0     | 0                | 0                | 1                     | 0                     | 2     | 0     | 0      |
| Liga Deportiva Universitaria · Ecuador | Total club    | Total club    | 4     | 0     | 0                | 0                | 4                     | 0                     | 8     | 0     | 0      |
| Houston Dynamo 2 Estados Unidos        | 3.ª           | 2024          | 14    | 0     | —                | —                | —                     | —                     | 14    | 0     | 2      |
| Houston Dynamo 2 Estados Unidos        | Total club    | Total club    | 14    | 0     | 0                | 0                | 0                     | 0                     | 14    | 0     | 2      |
| Houston Dynamo F. C. Estados Unidos    | 1.ª           | 2024          | 1     | 0     | 0                | 0                | 0                     | 0                     | 1     | 0     | 0      |
| Houston Dynamo F. C. Estados Unidos    | Total club    | Total club    | 1     | 0     | 0                | 0                | 0                     | 0                     | 1     | 0     | 0      |
| Orense · Ecuador                       | 1.ª           | 2025          | 17    | 0     | 0                | 0                | 1                     | 0                     | 18    | 0     | 0      |
| Orense · Ecuador                       | Total club    | Total club    | 17    | 0     | 0                | 0                | 1                     | 0                     | 18    | 0     | 0      |
| Total carrera                          | Total carrera | Total carrera | 105   | 2     | 0                | 0                | 9                     | 0                     | 114   | 2     | 2      |
| 1.                                     |               |               |       |       |                  |                  |                       |                       |       |       |        |

## Palmarés

### Campeonatos nacionales
| Título                       | Club                         | Año  |
| ---------------------------- | ---------------------------- | ---- |
| Segunda Categoría de Ecuador | Guayaquil Sport              | 2020 |
| Serie A de Ecuador           | Liga Deportiva Universitaria | 2023 |

### Campeonatos internacionales
| Título            | Club                         | Año  |
| ----------------- | ---------------------------- | ---- |
| Copa Sudamericana | Liga Deportiva Universitaria | 2023 |